# カール・エルメンドルフ
カール・エルメンドルフ（Karl Elmendorff, 1891年10月25日デュッセルドルフ - 1962年10月21日ホーフハイム・アム・タウヌス）は、ドイツの指揮者。

## 経歴
1891年デュッセルドルフ生まれ。1913年からケルン音楽院でフリッツ・シュタインバッハとヘルマン・アーベントロートに師事。1916年にデュッセルドルフでデビューした。1920年から1923年までマインツの歌劇場の指揮者を務め、1925年から1932年までミュンヘン国立歌劇場の指揮者を務めた。また、1927年から1942年までバイロイトで指揮者を務め、1943年から1944年までドレスデン国立歌劇場の音楽監督を務めている。1948年からはカッセルで活躍していた。ミラノのスカラ座へも何度となく客演し、ワーグナーの作品をイタリアに積極的に紹介する一方、ドイツの歌劇場でイタリア・オペラを多数上演していた。ホーフハイム・アム・タウヌスにて死去。